# Medio Cudeyo
Medio Cudeyo ist eine Gemeinde in der spanischen Autonomen Region Kantabrien. Sie liegt im Süden der Bucht von Santander, an den Ufern der Flüsse Solìa und San Salvador und wird von den Flüssen Miera, Pámares und Cubon durchquert.

## Orte
- Valdecilla (Hauptstadt)
- Anaz
- Ceceñas
- Heras
- Santiago de Cudeyo
- Hermosa
- San Salvador
- San Vitores
- Sobremazas
- Solares

## Bevölkerungsentwicklung
| 1900 | 1910 | 1920 | 1930 | 1940 | 1950 | 1960 | 1970 | 1980 | 1990 | 2000 | 2019 |
| ---- | ---- | ---- | ---- | ---- | ---- | ---- | ---- | ---- | ---- | ---- | ---- |
| 3351 | 4935 | 4876 | 4696 | 4451 | 4402 | 4579 | 4598 | 5379 | 5656 | 6087 | 7556 |

## Persönlichkeiten
- Alfredo Pérez Rubalcaba (1951–2019), Politiker
- Athenea del Castillo (* 2000), Fußballspielerin